# Федеральна Ліга
Федеральна Ліга (ісп. Liga Federal) або Ліга вільних людей (ісп. Liga de los Pueblos Libres) — союз південноамериканських провінцій колишніх іспанських колоній, які мали намір створити конфедерацію держав після Травневої революції 1810 року.
Травнева революція 1810 року призвела до відсторонення від влади іспанського віцекороля Ріо-де-ла-Плати, віцекоролівство було перетворено на Сполучені провінції Ріо-де-ла-Плати. Прийшовши до влади в жовтні 1812 року новий уряд скликав у січні 1813 року «Асамблею 13-го року», яка мала проголосити незалежність від Іспанії і визначити державний устрій нової країни. На Асамблеї зіткнулися ідеї двох груп: «унітаристів», що стояли за сильну вертикаль влади, і «федералістів», які орієнтувалися на модель Сполучених Штатів Америки.
1814 року Хосе Хервасіо Артігас вигнав останніх роялістів зі Східної смуги, де створив Східну провінцію. 29 червня 1815 року на Східному конгресі в Арройо-де-ла-Чині утворено Федеральну Лігу, а Артігас отримав титул «Захисник вільних людей» (ісп. Protector de los Pueblos Libres). Делегати від провінцій, що увійшли в Лігу, вирушили на Тукуманський конгрес з наказом проголосити повну незалежність від Іспанії й утворити конфедерацію провінцій, але не були допущені до його діяльності з формальних приводів, і незалежність було проголошено без їх участі.
Протистояння «федералістів» і «унітаристів» призвело до громадянської війни. Поки йшла війна, Східну провінцію окупувало Сполучене королівство Португалії, Бразилії і Алгарве. 1820 року, розгромивши сили «унітаристів», губернатори провінцій Ентре-Ріос, Санта-Фе і Коррієнтес підписали з Буенос-Айресом угоду і возз'єдналися зі Сполученими провінціями, тим самим розваливши Федеральну Лігу. Артігас вступив у конфлікт з колишніми союзниками, був розбитий і втік до Парагваю.